# Parafia Niepokalanego Serca Maryi w Warlubiu
Parafia Niepokalanego Serca Maryi w Warlubiu – rzymskokatolicka parafia dekanatu nowskiego, diecezji pelplińskiej.
Do parafii należą wierni z miejscowości: Bąkowo, Gajewo, Kurzejewo, Rulewo, Trzy Korony, Zdrojewo i Warlubie.
Jest parafią wiejską liczącą około 4 tysiące parafian.
Świątynia parafialna znajduje się w Warlubiu, powstała w 1924, z inicjatywy księdza Bączkowkiego (nieżyjący).

## Proboszczowie
- ks. Ireneusz Machut (2016–2022)[1]
- ks. Andrzej Adamski (2022– )[2]